# Fra det København der forsvinder
Fra det København der forsvinder er en dansk dokumentarisk stumfilm med ukendt instruktør.

## Handling
Optagelser af de sidste hestesprøjter i København, inden der indføres motordrift på alle brandstationer. Brandalarmen lyder på stationen, tre sprøjtevogne med tospand gøres klar, og så går det gennem gaderne i fuld galop. Slangerne samles og sluttes til dampsprøjten. En ny udrykning, nu med fem vogne. Stigen rejses, og brandmændene kravler op med slangen over skulderen. Slukningsarbejde i tagkonstruktion. En pige reddes ud af vinduet, en kvinde ses springe ned i springlagenet (rekonstruktion). Kæmpebrand i et industrielt anlæg og efterfølgende i en hel karré, hvor brandmænd lever livet farligt højt oppe.